# 류선
류선(1959년 7월 15일 ~ )은 대한민국의 성우이다. 1984년 한국방송 성우극회 19기 입사하였다.

## 출연작
- 마농의 샘 (KBS)
- 출격! 로보텍 (SBS)